# Superflex
 (décembre 2024).
 (mars 2013).
Si vous disposez d'ouvrages ou d'articles de référence ou si vous connaissez des sites web de qualité traitant du thème abordé ici, merci de compléter l'article en donnant les références utiles à sa vérifiabilité et en les liant à la section « Notes et références ».

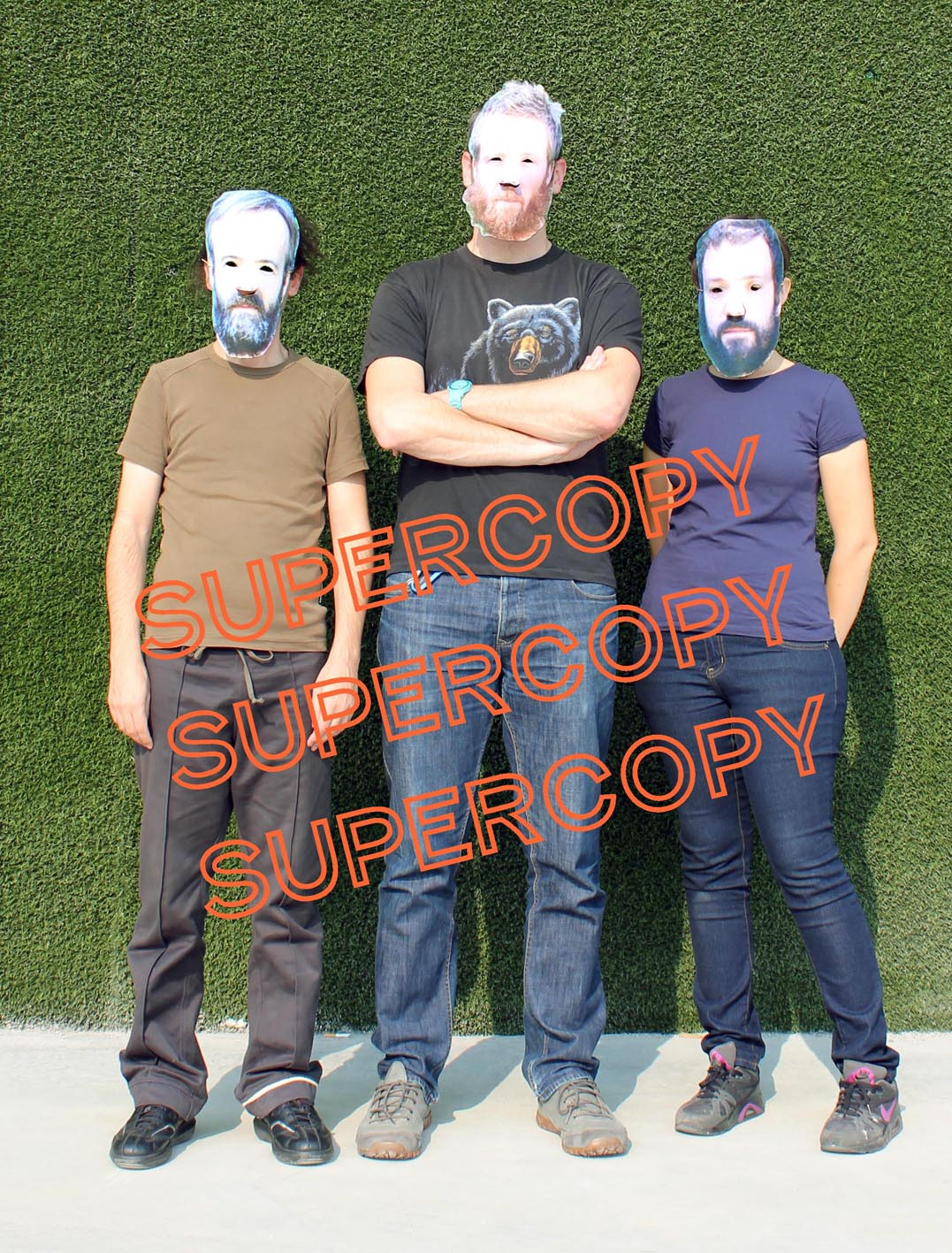
Collectif Superflex

Superflex est un collectif d'artistes danois formé depuis 1993 par Jakob Fenger, Rasmus Nielsen et Bjornstjerne Reuter Christiansen, trio se distinguant notamment par son engagement politique.

## Historique
En 2024, le collectif réalise Super Metro, une œuvre installée dans la station de métro Havenholmen, sur la ligne 4 du métro de Copenhague. 

## Expositions
Expositions en exclusivités
- 2013
  - SUPERFLEX solo show at The Jumex Foundation, Mexico
- 2012
  - Solo show at Musée d'Art Moderne et Contemporain de Saint-Étienne
  - Solo exhibition at Peter Blum, NY
  - SUPERFLEX Solo exhibition at 1301PE, Los Angeles
- 2011
  - Exhibition at Jousse Entreprise, Paris
- 2010
  - Flooded McDonalds, Hirshhorn Museum, Washington, USA
  - Crimetime, Vitenfabrikken, Sandness, NO
  - Free Beer, Gallery 1301PE, Los Angeles, USA
  - Porcelain Pirates, San Art, Hô-Chi-Minh-Ville, Vietnam
  - The Financial Crisis, Sprengel Museum, Hannover, DE
  - Power Toilets, Park van Luna, Heerhugowaard, Holland, NL (commission project)
  - Free Sol LeWitt, Vanabbe Museum, Eindhoven, Holland, NL
  - Flooded McDonalds, Peter Blum Gallery, New York, US
- 2009
  - SUPERFLEX, Nils Stærk, Copenhagen, DK
  - Porcelain Pirates, Zeeuwn Museum, Middelburg, NL
  - Free Beer, The Nassaurische Kunstverein, Wiesbaden, DE
  - Burning Car, Galerie Jousse Entreprise, Paris, FR
  - Flooded McDonald´s, South London Gallery, Londres, UK
  - Blackout w. Simon Starling, Brandts Klædefabrik, Odense, DK
- 2008
  - If Value, then Copy, Artspace, Auckland, NZ
  - New Project, Project broadway, Los Angeles, Free Shop, Art Festival, Haugesund
  - New Project, CCA - The Centre for Contemporary Art Ujazdowski, Castle, Warsaw, PL
  - FREE BEER & Counter-game strategies, Usina do Gasometro, Porto, Alegre
  - WHEN THE LEVEES BROKE, WE BOUGHT OUR HOUSE, Prospect 1, New Orleans, US
  - If Value, Then Copy, ARTSPACE, Auckland, NZ
  - New Project, Dynamo-Haugesund, Stavanger, Cultural city, NO
  - Burning Car, Zeeuws Museum De Vleeshal, Middelburg, NL
  - FREE BEER prints, Niels Borch Jensen galerie und verlag, Berlin, DE

- 2007
  - LaBox, Bourges, FR
  - FREE BEER, Galleria Vermelho, Sao Paulo, BR
  - Art Premiere, Art Basel, Nils Stærk Contemporary Art (w. Miriam Bäckström), CH
  - Copy Shop, Knoxville Art Gallery, Knoxville, US
  - Copy Right, 1301PE, Los Angeles, US
  - FREE BEER and counter-game strategies, Jack Hanley gallery, San Francisco, US
- 2006
  - Guaraná Power[2], Gallery Vermelho, Sao Paulo, BR 2005
  - Supershow/I was paid to go there, Superflex, Kunsthalle Basel, CH
  - Guaraná Power, Danish Design Center, Copenhagen, DK
- 2004
  - Supercopy/Occasionally free/ Open market, Schirn kunsthalle, Frankfurt, DE
  - Self-organise/ Guaraná Power, Redcat gallery, Los Angeles, US
  - Social pudding, Rirkrit Tirvanija & Superflex, gallery 1301PE, Los Angeles, US
  - Free shop, Gallery side 2, Tokyo, JP
  - Superchannel/Superstudent, Galleria Civica di Arte, Trento, IT
  - Superdanish, the power plant, Toronto, CA

- 2003
  - Counter-strike/ Self-organise, Museum of Contemporary Art Kiasma, Helsinki, FI
  - Social pudding, Rirkrit Tirvanija & Superflex, GFZK, Leipzig, DE

- 2002
  - Superflex tools + counter-strike, Rooseum Malmö, SE
  - Supergas, Kunstruimte Wagemanns, Grooningen, NL
  - About TV, ARRA/About studio, Bangkok, TH

- 2001
  - The kitchen magazine station, with Rirkrit Tirvanija, kunstverein Wolfsburg, DE
  - Supertool, Rooseum, Malmø, SE (1 year project)
  - Kanal 11, Galerie Für Zeigenössische kunst, Leipzig, DE
  - Nuuk Beta, The Culture House, Nuuk, GL

- 2000
  - Superflex in company/economic potentials, CCS Bard college, NewYork, US

- 1999
  - Karlskrona2/Utrecht2, CASCO Projects, Utrecht, NL
  - Superchannel, Artspace 1%, Copenhagen, DK
  - Superflex Biogas in Africa, Lombard Freid Gallery, New York, US
  - Tools, Kunstverein Wolfsburg, Wolfsburg, DE
  - Superflex Biogas in Africa, Artspace, Sydney, AU
  - Superflex Biogas in Africa, (New Life), Hillside Gallery,

- 1998
  - Superflex Biogas in Africa, Accès Local, Paris, FR

- 1997
  - Superflex Biogas in Africa, Museum of Contemporary Art, Helsinki, FI

Expositions collectives
- 2013
  - BENZINE. The energies of your mind at La Triennale di Milano, Italy
  - Examples to follow / Exemplos a seguir! in Sao Paulo
  - The Spirit of Utopia at The Whitechapel Gallery, London
  - Mærsk - The Opera at Horsens Art Museum
  - BENZINE. The energies of your mind at Palazzo Re Enzo in Piazza Maggiore, Bologna

- 2012
  - Lo bueno y lo malo (The Good and the Bad)
  - Copenhagen Art Festival 2012
  - Number of visitors at Museo Tamayo, Mexico City
  - Simon Starling + SUPERFLEX at TBA21
  - FREE SHOP in New York
  - Reykjavik Arts Festival
  - TRACK in Ghent, Belgium
  - 4 Films at Peter Blum Gallery, Chelsea
  - Modern Times Forever in NY
  - Copy light Factory at MoMA New York
  - Touch at Futura Centre for Contemporary Art in Prague
  - In Deed: Certificates of Authenticity in Art. At the Drawing center, New York
  - How Much Fascism? 7th Liverpool Biennial,

- 2011
  - Exhibition at Jousse Entreprise, Paris
  - The Global Contemporary At ZKM, Karlsruhe
  - Superflex at Bergen Kunsthall, Norway
  - Dublin Contemporary 2011
  - Momentum Biennial 2011

- 2010
  - Tumult, South Denmark
  - Taipei Biennial, 2010, Taipei, TW
  - Traversing the Fantasy, The Cube Space,Taipei, TW
  - Example to follow!, Uferhallen, Berlin, DE
  - Destrøy Design, Århus Kunstbygning, Århus, DK
  - The Philosophy of Money, White Pavillion/Lisbon City Museum, Lisbon, PT
  - Heidelberger Kunstverein, Mein Essen, Heidelberg, DE
  - Project Europa: Imagining the (Im)Possible, Harn Museum of Art,
  - Gainsville, FL; Miriam and Ira D. Wallach Gallery, New York
  - Flooded McDonald’s, Art Unlimited, Art Basel 41, CH
  - Taipei Biennial 2010, Taipei, TW
  - Quebec Biennial, Quebec, CA
  - Broken Fall (Geometric), Galleria Enrico Astuni, Bologna, IT
  - Power Games, Muzeum Ludwig, Budapest, H
  - Rethink/kakotopia, Tensta Kunsthall, Tensta, SE
  - Philagraphica Biennial, Philadelphia, US
  - Project Europa – Imagining the (Im)Possible, Harn Museum of Art, FL,US

- 2009
  - Rethink/kakotopia, Kunsthallen Nikolaj, Copenhagen, DK
  - Frieze Films/ Channel 4,Frieze art fair, London, UK
  - The world is yours, Louisiana, Humlebæk, DK
  - Panorama, MAM, Sao Paulo, BR
  - Utopics, Biel/Bienne, CH
  - New Social Practice, The Art Gallery of Greater Victoria, CA
  - Convention, MOCA Miami, US
  - One day Sculpture, Auckland, NZ
  - Dark side of the Moon, Nils Stærk, Copenhagen, DK
  - The World is Yours, Louisiana, Humlebæk, DK
  - Who´s betting on the 47?, Nassaurischer Kunstverein, Wiesbaden, DE

- 2008
  - Project 1, New Orleans, US
  - New Project, Shanghai Biennial 2008, China Exhibition of a selection of museum’s collection, Louisiana, DK
  - Free Beer Taiwan, Taipei Biennial, TW
  - Wouldn’t it be nice... Wishful thinking in art and design, Somerset House, London, UK
  - Collect to win, 5th. Berlin Bienniale, Berlin, DE
  - Working Men, Analix Forever, Terms of Use, Centro Cultural Montehermoso, ES
  - Radical Software, Den Fri, Copenhagen, DK
  - FREE BEER, Museum für Gestaltung, Zürich, CH
  - Musee des Beaux Arts de Tourcoing, FR

- 2007
  - Existencias, Musac - Museo de Arte Contemporáneo de Castilla y León, Léon, FR
  - Forms of resistance, Vanabbe Museum, Eindhoven, NL
  - Wouldn’t it be nice, Centre d’Art Contemporain Geneva, CH
  - Art Unlimited, Art Basel, CH
  - Energy Room, Santralistanbul, Istanbul, TR
  - Social Systems, Tate, St. Ives, CH
  - Deutsche Geschichten, Galerie für Zeitgenössische Kunst-GFZK, Leipzig, DE
  - Cómo vivir juntos, MAC Museo de Arte Contemporáneo, Universidad de Chile, Santiago, CL
  - Suitcase Illuminated #5 Parallel Economies, P74 Center and Gallery, Ljubljana, SI
  - Modelle für Morgen, Europäische Kunsthalle Köln, Cologne, DE
  - 2 Moscow Biennale of Contemporary Art, Moscow Biennale of Contemporary Art, Moscow, RU
  - E-flux Video Rental, Centre Culturel Suisse, Paris, FR

- 2006
  - Radical Software, CCA Wattis Institute for Contemporary Arts, San Francisco, US
  - Exportable Goods - Danish Art Now, Krinzinger Projekte, Vienna, AT
  - E-Flux Video Rental, Arthouse of the Jones Center - Contemporary Art for Texas, Austin, US
  - Liminal Spaces, GFZK Leipzig, DE
  - The Show will open when the show..., Kadist Art Foundation, Paris, FR
  - Art Link, Göteborgs Konsthall, Göteborg, SE
  - The 27th Sao Paulo Biennale, BR
  - Group Therapy, Museion, Bolzano, IT
  - Zoo Logical garden, VZW Beeldend VZW, Oudenaarde, BE
  - The 6th Gwangju Biennale, KR
  - Regarding Denmark/Ileana Tounta gallery, Athens, GR
  - 30th EV+A, Limerick, IE
  - Global Grove/ The Art Gallery of Knoxville, Knoxville, US

- 2005
  - Populisme, Contemporary Art Centre, Vilnius, LT
  - Populisme, National Museum of Art, Architecture and Design, Oslo, NO
  - Populisme, Stedelijk Museum, Amsterdam, NL
  - Populisme, Frankfurter Kunstverein, Frankfurt, DE
  - Utopia Station, Porto Alegre, BR
  - Zero Interest, Galleria Civica di Arte Contempotarea of Trento, IT
  - Emergencias, Museo de Arte Contemporáneo de Castilla y León, Leon, FR
  - Collective Creativity, Kunst Halle Fridricianum, Kassel, DE
  - Ersatz stadt, Volksbühne, Berlin, DE
  - D.Day, Centre Pompidou, Paris, FR
  - Shrinking cities, GFZK2, Leipzig, DE
  - Shift scale, National Gallery, Tallin, EE
  - The 9th International Istanbul Biennial, curated by Charles Esche and Vasif Kortun, TR

- 2004
  - Socle du monde 2, Herning Art Museum, Herning, DK
  - Detox, Sörlandets Art Museum, Kristiansand, NO
  - Utopia station, Haus der kunst, Munich, DE
  - Open border, Droog design/ Tri Postal, Lille, FR
  - Minority report, Aarhus, DK

- 2003
  - Rethinking Marxism, Herter Art Gallery Massachusetts, US
  - Happiness, Mori Art Museum, Tokyo, JP
  - Arcadia, Govett - Brewster Art Gallery, New Plymouth, NZ
  - Utopia station, Venice Biennial, IT
  - Nobody is an island, GAK, Bremen, DE2002 Gwangju biennial, Gwangju, KP
  - BIG, Torino biennial, Torino, IT
  - Hacking…New Museum, New York, US
  - The Global Complex, Grazer Kunstverein, Graz, AT
  - Skulptur i eventyrhaven & Vollsmose, Odense bys kunstfond, DK
  - We are all sinners, Museo Rufino Tamayo, MX
  - Ecovention, CAC, Cincinati, US
  - Everything can be different, (2001-2002, ICI traveling exhibition)

- 2001
  - The Gift, collaboration with Rirkrit Tirvanija, Palazzo della Papesse,Siena, IT
  - Germania, Collaboration with Rirkrit Tirvanija, Palazzo della Papesse,Siena, IT
  - 2nd Berlin Biennial, Berlin, DE
  - Pyramids of Mars 3, Superteens, Trapholt, Kolding, DK
  - Pyramids of Mars 2, Barbican, London, UK
  - The Sharjah Biennial, The Moonchannel, Sharjah, AE

- 2000
  - The Tower Block Superchannel (video positive, organised by FACT), Liverpool, UK
  - Cities on the move, Kiasma Museum of Contemporary Art Kiasma, Helsinki, FI
  - Unhomely home, Kunstverein Wolfsburg, DE
  - Democracy, RCA/Royal College of Art, London, UK
  - Plan B, DeAppel, Amsterdam, NL
  - What if-art on the verge of architecture and design, Moderna Museet, Stockholm, SE
  - Norden, Kunsthalle Vienna, AT
  - Pyramids of Mars, The Fruitmarket (organised by The Modern Institute), Edinburgh, UK
  - Echigo-Tsumari/art necklace, Echigo-Tsumari, Tokyo, JP
  - More works about buildings & food (with Rirkrit tirvanija & Tobias Rehberger), Oeiras, PT

- 1999
  - Cities on the move, Louisiana Museum of Modern Art Denmark, Humlebæk, DK

Œuvres phares
- Flooded Mcdonald's (South London Gallery)
- The Financial Crisis
- Burning Car (Galerie "Jousse Entreprise")